# Jean-Luc Vandenbroucke
Jean-Luc Vandenbroucke (Moeskroen, 31 mei 1955) is een Belgisch voormalig wielrenner. Hij was beroepsrenner van 1975 tot 1988 en reed vrijwel zijn gehele loopbaan voor Franse ploegen. Hij was een goed tijdrijder en won prologen in onder meer Parijs-Nice, het Critérium du Dauphiné en de Vierdaagse van Duinkerke. 
Na zijn actieve wielerloopbaan is Vandenbroucke elf jaar ploegleider bij de Belgische Lottoploeg. In 2000 wordt Vandenbroucke in staat van beschuldiging gesteld vanwege dopingperikelen in die ploeg.

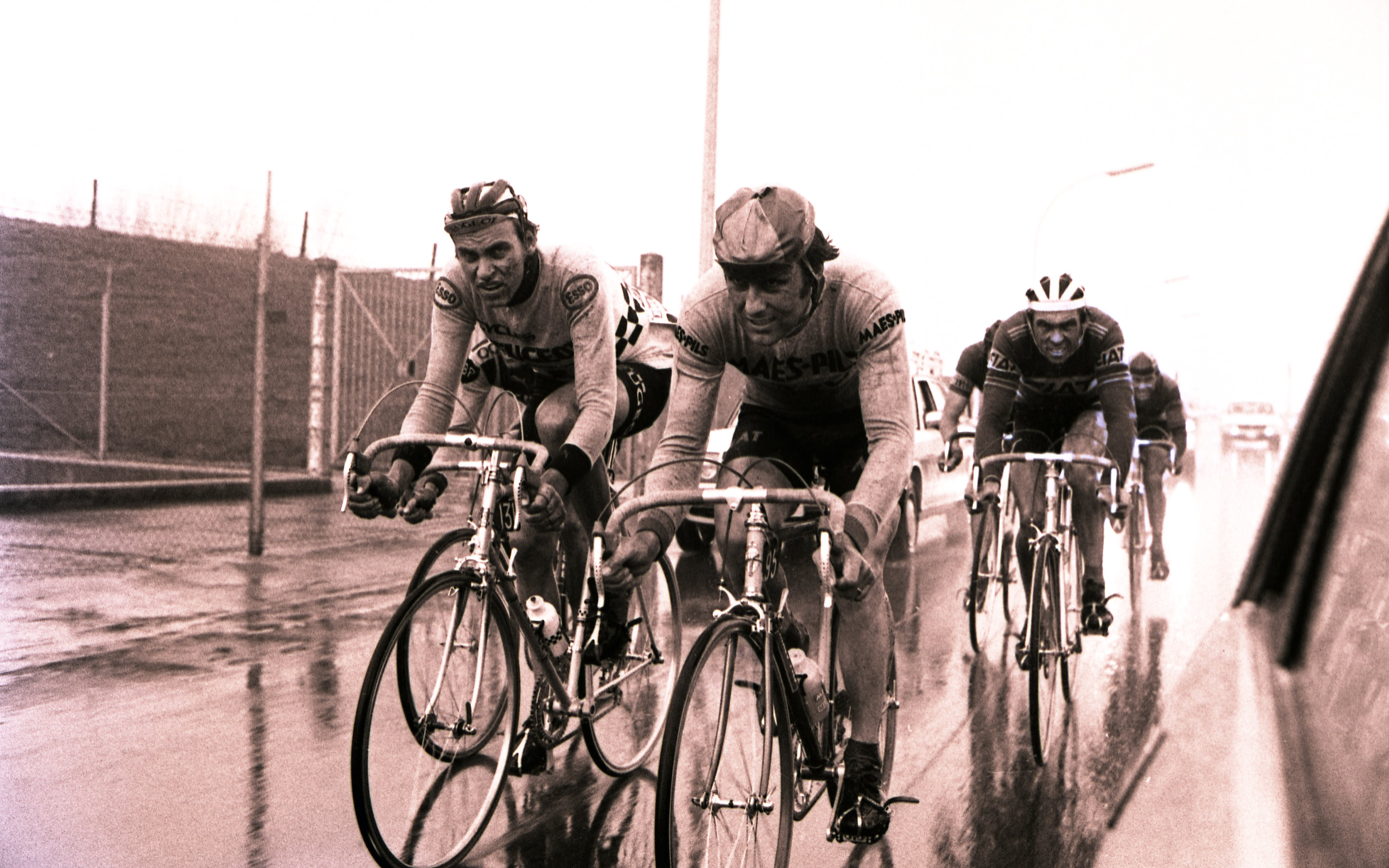
Walter Planckaert, Jean-Luc Vandenbroucke en Patrick Sercu tijdens Dwars door België 1977 (fotograaf Maurice Terryn - collectie KOERS. Museum van de Wielersport)

Vandenbroucke was een oom van wielrenner Frank Vandenbroucke. Diens vader, zijn oudere broer Jean-Jacques (°1947), was ook beroepsrenner.

## Belangrijkste overwinningen
1976
GP Fourmies
Proloog Critérium du Dauphiné Libéré
Eindklassement Étoile des Espoirs
1977
GP Fourmies
Eindklassement Étoile des Espoirs
1978
6e etappe Parijs-Nice
Proloog Ronde van Corsica
2e etappe (deel B) Ronde van de Aude
1979
GP Fourmies
1980
5e etappe Vierdaagse van Duinkerke
Eindklassement Vierdaagse van Duinkerke
Trofeo Baracchi
6e etappe Parijs-Nice
GP des Nations
2e etappe (deel A) Ronde van Indre en Loire
Eindklassement Ronde van Indre en Loire
1981
1e etappe (deel A) Vierdaagse van Duinkerke
7e etappe (deel A) Parijs-Nice
Eindklassement Ronde van de Oise
Proloog Ronde van de Aude
1982
Blois-Chaville (Parijs-Tours)
Proloog Vierdaagse van Duinkerke
Eindklassement Étoile des Espoirs
Proloog Ronde van de Aude
1983
3e etappe Midi Libre
GP Eddy Merckx
Proloog Ronde van de Aude
1984
Proloog en 4e etappe (deel A) Ronde van België
Proloog Ronde van de Aude
1985
Proloog Midi Libre
Proloog Vierdaagse van Duinkerke
Eindklassement Vierdaagse van Duinkerke
Driedaagse van De Panne
Proloog Ronde van de Aude
1986
Eindklassement Ronde van de Aude
1987
Driedaagse van De Panne
Proloog Midi Libre
Proloog Ronde van Spanje
Proloog Parijs-Nice

## Resultaten in voornaamste wedstrijden
| Jaar | Ronde van Italië | Ronde van Frankrijk | Ronde van Spanje |
| ---- | ---------------- | ------------------- | ---------------- |
| 1976 |                  |                     |                  |
| 1977 |                  |                     |                  |
| 1978 |                  | 64e                 |                  |
| 1979 | 58e              |                     |                  |
| 1980 |                  | 33e                 |                  |
| 1981 |                  | 82e                 |                  |
| 1982 |                  | opgave              |                  |
| 1983 |                  | 25e                 |                  |
| 1984 |                  | opgave              |                  |
| 1985 |                  | opgave              |                  |
| 1986 |                  | 119e                | 78e              |
| 1987 |                  |                     | buiten tijd (1)  |

| Jaar | Milaan-San Remo | Gent-Wevelgem | Ronde van Vlaanderen | Parijs-Roubaix | Amstel Gold Race | Luik-Bast.‑Luik | Ronde van Lombardije | Parijs-Tours | Parijs-Brussel | Dwars door Vlaanderen |  | WK op de weg |  | Wereldranglijsten |
| ---- | --------------- | ------------- | -------------------- | -------------- | ---------------- | --------------- | -------------------- | ------------ | -------------- | --------------------- |  | ------------ |  | ----------------- |
| 1976 |                 |               |                      |                |                  |                 |                      | 5e           |                |                       |  |              |  |                   |
| 1977 | 10e             | 27e           |                      | 16e            | 21e              |                 | ↑                    | 41e          | 9e             |                       |  |              |  | 14e (SPP)         |
| 1978 | 13e             |               | 5e                   |                |                  | 25e             |                      | 19e          | ↑              |                       |  |              |  | 42e (SPP)         |
| 1979 | 11e             |               |                      | 18e            |                  |                 | 4e                   | 5e           | 7e             |                       |  |              |  | 14e (SPP)         |
| 1980 | 16e             |               |                      | 12e            |                  |                 | 7e                   | 11e          | 36e            |                       |  | opgave       |  | 9e (SPP)          |
| 1981 | 38e             |               | 5e                   |                | 16e              |                 |                      |              |                |                       |  | 57e          |  |                   |
| 1982 | 42e             | 20e           | 48e                  | 11e            |                  |                 | 4e                   | ↑            |                | Zilver                |  |              |  | 8e (SPP)          |
| 1983 |                 |               |                      |                |                  | 42e             |                      | 19e          |                |                       |  | 7e           |  |                   |
| 1984 | 16e             | 68e           | ↑                    | 6e             |                  |                 | 44e                  | 9e           | 19e            |                       |  | opgave       |  | 10e (SPP)         |
| 1985 | 55e             |               |                      |                |                  |                 |                      | 5e           | 9e             |                       |  |              |  | 15e (SPP)         |
| 1986 | 94e             |               |                      | 40e            |                  |                 |                      |              |                |                       |  |              |  |                   |
| 1987 | 15e             |               | 19e                  | 33e            |                  |                 |                      | 31e          |                |                       |  |              |  |                   |

Wielerploegen van Jean-Luc Vandenbroucke
Aigueparses ·
Béon ·
Bourreau ·
Catieau ·
J-L. Danguillaume ·
J-P. Danguillaume ·
Dard ·
Delisle ·
Dolhats ·
Esclassan ·
Guitard ·
Le Denmat ·
A. Meunier ·
J-C. Meunier ·
Molinéris ·
Ovion ·
Parenteau ·
Rouxel ·
Sibille · 
Thévenet ·
Tschan ·
Vandenbroucke
Béon ·
Bourreau ·
Campaner ·
Catieau ·
Croyet ·
J-L. Danguillaume ·
J-P. Danguillaume ·
Dard ·
Delisle ·
Esclassan ·
Guitard ·
A. Meunier ·
J-C. Meunier ·
Molinéris ·
Ovion ·
Parenteau ·
Rouxel ·
Sibille · 
Thévenet ·
Tschan ·
Vandenbroucke
Béon ·
Bourreau ·
Braun ·
Campaner ·
J-L. Danguillaume ·
J-P. Danguillaume ·
Dard ·
Delépine ·
Duclos-Lassalle ·
Esclassan ·
Groen ·
Hézard ·
Küster ·
Laurent ·
Linard ·
Ovion ·
Sibille · 
Simonnot ·
Talbourdet ·
Thévenet ·
Toso ·
Tschan ·
Vandenbroucke
Béon ·
Bourreau ·
Braun ·
Campaner ·
J-L. Danguillaume ·
J-P. Danguillaume ·
Delépine ·
Duclos-Lassalle ·
Esclassan ·
Hézard ·
Laurent ·
Linard ·
Ovion ·
Rosiers ·
Sibille · 
Thévenet ·
Vandenbroucke
Bossis ·
Bourreau ·
Braun ·
Brun ·
De Cauwer ·
Delépine ·
Duclos-Lassalle ·
Esclassan ·
Hézard ·
Jones ·
Kuiper ·
Laurent ·
Legeay ·
Linard ·
Ovion ·
Perret · 
Sibille ·
Simon · 
Thévenet ·
Tinazzi ·
Van Heerden · 
Vandenbroucke
Alban ·
Bazzo ·
Demeyre ·
Durant ·
Jourdan ·
Le Menn ·
Martínez ·
Michel ·
Muselet ·
Pescheux ·
Pipart ·
Poirier ·
Rosiers ·
Sherwen ·
Vallet ·
Van Den Haute ·
Vandenbroucke ·
Vanoverschelde · 
Bondue (stagiair)
Alban ·
Bazzo ·
Bondue ·
Demeyre ·
Durant ·
Guyot ·
Jourdan ·
Larpe ·
Martínez ·
Michel ·
Pescheux ·
Sherwen ·
Vallet ·
Van Den Haute ·
Vandenbroucke ·
Vanoverschelde
Alban ·
Bazzo ·
Bondue ·
De Muynck ·
De Wilde ·
Demeyre ·
Dithurbide ·
Durant ·
Guyot ·
Jourdan ·
Larpe ·
Maas ·
Sherwen ·
Simon ·
Vallet ·
Van Den Haute ·
Vandenbroucke ·
Vanoverschelde
Alban ·
Biondi ·
Bondue ·
Corre ·
De Maerteleire ·
De Muynck ·
De Wilde ·
Dithurbide ·
Gallopin ·
Guyot ·
Jourdan ·
Levavasseur ·
Sherwen ·
Simon ·
Vallet ·
Van Den Haute ·
Vandenbroucke ·
Vanoverschelde
Alban ·
Arnaud ·
Barrault ·
Beau ·
Biondi ·
Bondue ·
Braun ·
Campion ·
De Wilde ·
Delaurier ·
Le Bon ·
Levavasseur ·
Roche ·
Sherwen ·
J. Simon ·
R. Simon ·
Van Den Haute ·
Vandenbroucke ·
Vanoverschelde
Barrault ·
Beau ·
Bondue ·
Campion ·
Delaurier ·
Claveyrolat ·
Gauthier ·
Le Bigaut ·
Menthéour ·
Roche ·
Sherwen ·
J. Simon ·
R. Simon ·
Van Den Haute ·
Vandenbroucke ·
Vermote
van Aert ·
Assez ·
Bafcop ·
Beirnaert ·
Bruyere ·
Criquielion ·
De Wolf ·
Devos ·
Haex ·
Hendrickx ·
Ichikawa ·
Jacobs ·
Lieckens ·
Matthys (tot 31/03) ·
Morjean ·
Olsen ·
Poissonnier (tot 15/04) ·
Räkers ·
Rogiers ·
Sergeant ·
Vandenbrande ·
Vandenbroucke (tot 15/05) ·
Veenstra ·
Watson ·
Wynants